# Gle Burgenengang
Gle Burgenengang är ett berg i Indonesien.   Det ligger i provinsen Aceh, i den västra delen av landet, 1 700 km nordväst om huvudstaden Jakarta. Toppen på Gle Burgenengang är 830 meter över havet, eller 64 meter över den omgivande terrängen. Bredden vid basen är 1,3 km.
Terrängen runt Gle Burgenengang är lite bergig.Runt Gle Burgenengang är det glesbefolkat, med 15 invånare per kvadratkilometer. I omgivningarna runt Gle Burgenengang växer i huvudsak städsegrön lövskog.